# کلولند، کبک
کلولند (به فرانسوی: Cleveland) بخشی در منطقه شهری لو وال-سن-فرانسوا ناحیه استری در استان کبک کانادا است. در سرشماری سال ۲۰۱۱ این بخش ۱٬۶۳۳ نفر جمعیت داشته‌است و مساحت آن ۱۲۰٫۸۲ کیلومتر مربع است.